# Doctor Strange: The Oath
Doctor Strange: The Oath (рус. Доктор Стрэндж Клятва) — ограниченная серия комиксов, издаваемая издательством Marvel Comics с декабря 2006 года по апрель 2007 года. Сценаристом выступил Брайан К. Вон, в то время как Маркос Мартин проиллюстрировал сюжет комикса. Центральным персонажем выступил знаменитый супергерой Marvel, Верховный маг Земли Доктор Стрэндж.

## Сюжет
Однажды, дождливой ночью, супергерои Железный кулак и Аранья ждут своей очереди в частной клинике, которая осматривает раненых супергероев. Неожиданно в клинику врывается Вонг, придерживающий безжизненное тело Доктора Стрэнджа, в которого, как оказалось, стреляли. Ночная медсестра принимает их без очереди и осматривает тело Стрэнджа в операционной. Над ней и Вонгом появляется астральная проекция Доктора, которая покинула раненое тело. В это время человек, который застрелил Доктора встречается со своим работодателем. Он передаёт ему особый эликсир, украденный у Верховного мага. Неизвестный наниматель планирует вылить содержимое в канализацию. Между тем Доктор Стрэндж рассказывает медсестре о своём происхождении и поясняет, что похищенный эликсир Откид, "способный стирать все проблемы из мозга человека", он добыл из другого измерения. Он предназначался для того, чтобы избавить Вонга от опухоли головного мозга. Вскоре после битвы с демоном, охраняющим эликсир, Стрэндж отправил его на тестирование. Было обнаружено, что эликсир - это лекарство от рака.
Неизвестная фигура исследует украденный эликсир. Осознав всю его уникальность, человек созывает экстренное совещание с "повелителями". Стрэндж и Вонг собираются отправиться в лабораторию Джонаса Хилта, которому Стефан послал эликсир для исследования. Ночная медсестра отправляется вместе с ними, сославшись на травму Доктора. Стрэндж вспоминает о том, что когда-то он был высокомерным нейрохирургом, работающим лишь ради денег. После того как его руки пострадали при аварии Хилт делал всё, чтобы он не замкнулся в себе. Прибыв лабораторию, Стрэндж обнаруживает мёртвое тело коллеги и выясняет, что он был застрелен той же самой пулей, пробившей его магическую защиту. Стрэндж приходит к выводу, что всё это организовал его заклятый враг Барон Мордо, который, как и он, обучался у Древнего. Обнаружив базу врага, Стрэндж и его союзники сталкиваются с похищенными дроидами Тони Старка и вступают с ними в бой. Тем не менее, Бриганд захватывает медсестру в заложницы.
Медсестра вырывается из захвата Бриганда, а Вонг обезоруживает его. Это даёт Стрэнджу возможность захватить вора и усыпить. Доктор проникает в его разум, где сталкивается со своими заклятыми врагами Кошмаром Дормамму, однако находчивый Стрэндж распознаёт фальшивку. В итоге Бриганд сдаётся и раскрывает имя своего нанимателя: доктор Никодемус Уэст, человек, который когда-то пытался спасти руки Стрэнджа после аварии. В то же время сам Уэст встречается с повелителями. Те недовольны лекарству от рака и требуют, чтобы эликсир был уничтожена, а все кто о нём знают - убиты. Также они приказывают ему обратиться к магии. Тем временем Доктор Стрэндж, Вонг и медсестра возвращаются в клинику и обнаруживают, что она полностью сожжена демоном колоссальных размеров.
Доктор Стрэндж вступает в битву с демоном. В самом начале боя чудовище съедает его плащ левитации и Око Агамотто. Затем оно захватывает Вонга и Ночную медсестру. Стрэндж же стреляет в него из пистолета Гитлера, который он украл у Бриганда. Победив монстра и вернув свои реликвии, Стефан и его союзники заходят в мистический портал, где сталкиваются с главным виновником последних событий - Никодемусом Уэстом. Тот запирает их в магическую тюрьму и рассказывает Стрэнджу, что он, также как и Стефан, обучился магии у Древнего. Тем не менее он не закончил своё обучение и начал лечить больных людей. Это продолжалось до того момента, пока Уэст случайно не убил одного из своих пациентов. Наслушавшись истории Уэста, Стрэндж уничтожает его тюрьму и разбивает зеркало об его лицо. Тот рассказывает ему, что зелье Откид способно исцелить любые болезни на планете, но опасаясь проблемы перенаселения он не может этого допустить. Между тем медсестра сообщает Стрэнджу, что Вонг мёртв. 
В то время как Стрэндж убивается горем по погибшему другу, Никодемус сбегает и готовится вылить эликсир в раковину. Затем он пытается сбежать от Доктора в другое место, но Стрэндж тут же настигает его. Уэст вызывает его на дуэль без использования магии. Поначалу он побеждает Стефана в рукопашном бою, но Стрэндж открывает ему, что Вонг обучил его боевым искусствам. Загнанный в угол Уэст срывается с крыши и разбивается. Стрэндж не успевает его спасти, как и не успевает спасти эликсир. Он добывает лишь последнюю каплю. Астральная форма Никодемуса ставит его перед фактом: Стрэндж либо отдаст последнюю каплю своему умирающему другу, либо размножит её и вылечит всех людей, страдающих смертельными заболеваниями. Стефан выбирает первый вариант. На утро Вонг приходит в себя, а медсестра рассказывает Доктору, что соратники Уэста получат по заслугам. Между ней и Стефаном происходит поцелуй.

## Персонажи
- Стивен Стрэндж / Доктор Стрэндж: супергерой, Верховный маг Земли, в прошлом - талантливый хирург.
- Вонг: слуга и верный помощник Доктора. Недавно Стрэндж узнал, что у Вонга тяжёлая форма заболевания опухоли мозга.
- Линда Картер / Ночная медсестра[англ.]: загадочная женщина, которая оказывает помощь раненым супергероям. Становится спутницей Доктора Стрэнджа и Вонга в поисках эликсира Откид.
- Доктор Никодемус Уэст: главный антагонист. В прошлом, как и Стрэндж, - нейрохирург. Подобно Стивену обучился магии у Древнего.
- Бриганд: вор, нанятый доктром Уэстом с целью украсть лекарство от рака.
- Дэнни Рэнд / Железный кулак: супергерой, мастер боевых искусств.
- Аня Коразон / Аранья: супергероиня.

## Создание
События Doctor Strange: The Oath разворачиваются незадолго до сюжета Civil War. В интервью с CBR сценарист серии Брайан Вон признался, что The Oath появилась благодаря его желанию поработать с Маркосом Мартином: 

 «Маркос Мартин является одним из моих любимых художников всех времён и он и я искали что-то, что могло бы объединить нас»Оригинальный текст (англ.)«Marcos Martin is one of my favorite artists of all time, and he and I had been looking for something to collaborate on».

По словам Вона, они хотел взять не столь яркого персонажа Marvel и переосмыслить его образ, преподнеся его с новой стороны. Их выбор пал на Доктора Стрэнджа. Вон добавил, что Доктор Стрэндж не был его любимым персонажем до момента написания серии: 

 «На самом деле я никогда не был большим поклонником Стрэнджа. В основном я был знаком с персонажем по его прибываниям в качестве гостя в других комиксах, когда он появился как мистический «Бог из машины», чтобы помочь Фантастической четвёрке и так далее, но Маркос призвал меня пересмотреть некоторые классические сольные появления персонажа и я действительно влюбился в происхождение Дока»Оригинальный текст (англ.)«I've actually never been a big Strange fan. I was mostly familiar with the character from his guest appearances in other books, when he would show up like a mystical deus ex machina to save the Fantastic Four or whatever, but Marcos encouraged me to revisit some of the character's classic solo paranormal investigations, and I really fell in love with Doc's origin».

Авторы вдохновлялись комиксами о Стрэндже под руководством Стэна Ли и Стива Дитко, но считали, что те сосредоточили слишком много внимания на Стрэндже и мало внимания на Докторе. Именно поэтому они попытались раскрыть Стрэнджа прежде всего как человека.
Кроме того, Ночная медсестра, новый союзник Доктора Стрэнджа, была перенесена авторами из комиксов о Сорвиголове.

## Критика
Doctor Strange: The Oath был в основном положительно принят критиками. На сайте Goodreads его рейтинг имеет средний балл 3,88 из 5 на основе 87 рецензий. На Amazon.com рейтинг составляет 4,1 из 5 на основе 23 отзывов.

## Коллекционные издания
| Название                 | Включённые выпуски            | Формат | ISBN                   |
| ------------------------ | ----------------------------- | ------ | ---------------------- |
| Doctor Strange: The Oath | Doctor Strange: The Oath #1-5 | HC     | ISBN 978-0-7851-2211-1 |

## Адаптация вне комиксов
Фильм «Доктор Стрэндж» 2016 года, который является частью Кинематографической вселенной Marvel, будет основан на комиксе Doctor Strange: The Oath. В ноябре 2015 года Майкл Стулбарг вступил в переговоры, чтобы исполнить роль доктора Никодемуса Уэста, соперника Стрэнджа.